# Rejon wileński
Rejon wileński (lit. Vilniaus rajono savivaldybė, dosłownie Samorząd Rejonu Wileńskiego) – rejon we wschodniej Litwie. 52.07% ludności stanowią Polacy, 32.47% Litwini (2011).

## Miejscowości
- Niemenczyn (lit. Nemenčinė) – 5054
- Skojdziszki (lit. Skaidiškės) – 4133
- Rudomino (lit. Rudamina) – 3981
- Pogiry (lit. Pagiriai) – 3451
- Wielka Rzesza (lit. Didžioji Riešė) – 2520
- Niemież (lit. Nemėžis) – 2498
- Awiżenie (lit. Avižieniai) – 2125
- Wołczuny (lit. Valčiūnai) – 1874
- Czarny Bór (lit. Juodšiliai) – 1744
- Zujuny (lit. Zujūnai) – 1660
- Mejszagoła (lit. Maišiagala) – 1636
- Kowalczuki (lit. Kalveliai) – 1592
- Bezdany (lit. Bezdonys) – 743

## Gminy
- gmina Awiżenie (lit. Avižienių seniūnija) (Awiżenie)
- gmina Bezdany (lit. Bezdonių seniūnija) (Bezdany)
- gmina Bujwidze (lit. Buivydžių seniūnija) (Bujwidze)
- gmina Dukszty (lit. Dūkštų seniūnija) (Dukszty)
- gmina Czarny Bór (lit. Juodšilių seniūnija) (Czarny Bór)
- gmina Kowalczuki (lit. Kalvelių seniūnija) (Kowalczuki)
- gmina Ławaryszki (lit. Lavoriškių seniūnija) (Ławaryszki)
- gmina Mejszagoła (lit. Maišiagalos seniūnija) (Mejszagoła)
- gmina Mariampol (lit. Marijampolio seniūnija) (Mariampol)
- gmina Miedniki Królewskie (lit. Medininkų seniūnija) (Miedniki Królewskie)
- gmina Mickuny (lit. Mickūnų seniūnija) (Mickuny)
- gmina Niemenczyn (lit. Nemenčinės seniūnija) (Niemenczyn)
- gmina miejska Niemenczyn (lit. Nemenčinės miesto seniūnija) (Niemenczyn)
- gmina Niemież (lit. Nemėžio seniūnija) (Niemież)
- gmina Podbrzezie (lit. Paberžės seniūnija) (Podbrzezie)
- gmina Pogiry (lit. Pagirių seniūnija) (Pogiry)
- gmina Rzesza (lit. Riešės seniūnija) (Wielka Rzesza)
- gmina Rudomino (lit. Rudaminos seniūnija) (Rudomino)
- gmina Rukojnie (lit. Rukainių seniūnija) (Rukojnie)
- gmina Suderwa (lit. Sudervės seniūnija) (Suderwa)
- gmina Sużany (lit. Sužionių seniūnija) (Sużany)
- gmina Szaterniki (lit. Šatrininkų seniūnija) (Szaterniki)
- gmina Zujuny (lit. Zujūnų seniūnija) (Zujuny)

## Demografia
Skład narodowościowy (2011):
- 52,07% – Polacy
- 32,47% – Litwini
- 8,01% – Rosjanie
- 4,17% – Białorusini
- 3,28% – Ukraińcy, Tatarzy, Żydzi i inne narodowości.

Litewskie MSW podjęło decyzję o likwidacji rejonu, przeciwko czemu zaprotestowała rada rejonu.

## Polityka
Merowie samorządu rejonu: 
- 2004– 2023 Maria Rekść[3].
- 2023–  Robert Duchniewicz[4].

12 czerwca 2009 roku lokalny samorząd (złożony w większości z radnych Akcji Wyborczej Polaków na Litwie) uznał za króla rejonu wileńskiego Jezusa Chrystusa. Uroczystość uzyskała poparcie Kościoła. Niektórzy mieszkańcy wyrażali wątpliwości związane ze zgodnością tego działania z – zagwarantowaną na Litwie konstytucją – zasadą rozdziału państwa od Kościoła.